# Pierre Repp
Pour les articles homonymes, voir Repp (homonymie).
Pierre Bouclet, dit Pierre Repp, est un humoriste et acteur français, né le 5 novembre 1909 à Saint-Pol-sur-Ternoise (Pas-de-Calais) et mort le 1er novembre 1986 au Plessis-Trévise (Val-de-Marne).
Il est célèbre pour son « talent de bafouilleur ».

## Biographie
Pierre Alphonse Léon Frédéric Bouclet naît le 5 novembre 1909 à Saint-Pol-sur-Ternoise, dans le Ternois, à une trentaine de kilomètres au nord-ouest d'Arras dans le Pas-de-Calais.
Baccalauréat en poche, il s'inscrit au Conservatoire de Lille.
Le 14 août 1930, âgé de 20 ans, il se marie avec sa cousine Ferdinande Bouclet (1913-2006) à Lille.
Après avoir effectué son service militaire au début des années 1930, il s'installe à Paris et commence à travailler dans les cabarets de la capitale française. Après la Seconde Guerre mondiale, il est ainsi régulièrement à l'affiche des cabarets Le Tabou, Chez ma cousine, La Bolée, Le Libertys, Les Trois Baudets, Chez Patachou, puis, aussi, le Crazy Horse Saloon.

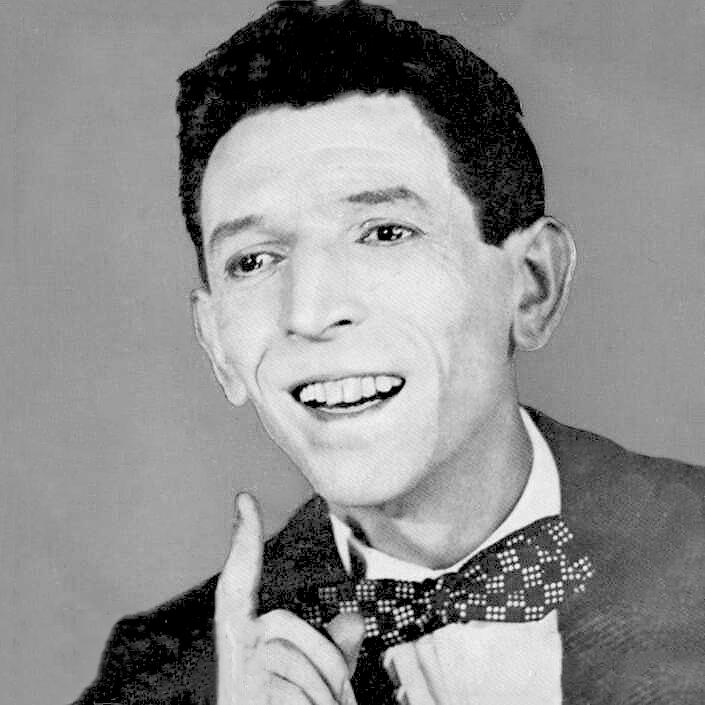
Pierre Repp en 1953.

Célèbre pour son « talent de bafouilleur », Pierre Repp s'est aussi produit au théâtre, à la télévision, au music-hall et en tournée avec, notamment, Boris Vian et Fernand Raynaud. Son humour est basé sur la difficulté — feinte — d'énoncer certains mots, qu'il remplace par d'autres de façon surprenante, et sur des contrepèteries. Son sketch Les Crêpes fait partie des références humoristiques de Stéphane de Groot.
Au cinéma, il est à l'affiche d'une centaine de films dont Bonjour sourire, M'sieur la Caille aux côtés de Fernand Sardou, et Les Quatre Cents Coups. Il faisait aussi partie de la Société des Rosati.
Au théâtre, Pierre Repp jouera, entre autres, dans Le Nouveau Testament de Sacha Guitry aux côtés de Fernand Gravey.
À la télévision française, il sera souvent l'invité des émissions de Guy Lux durant les années 1970 ainsi que de celles de Michel Drucker. En Belgique aussi, il sera parmi les habitués de l'émission télé humoristique Zygomaticorama présentée, à la RTBF, par Pierre Tchernia à la fin des années 1970.
En 1982, Pierre Repp se produit sur la scène du Casino de Paris dans le spectacle de music-hall Mes scènes de Paris au profit de la Fondation Perce-Neige. La même année, il effectue son dernier passage à la télévision française dans une émission de Michel Drucker.
Jusqu'au début de l'année 1986, il se produit encore fréquemment dans des cabarets de province.
Il meurt le 1er novembre 1986, à presque 77 ans, au Plessis-Trévise (Val-de-Marne), commune où il résidait, des suites d'un cancer. Il est inhumé dans le cimetière nouveau de Vincennes à Fontenay-sous-Bois,. La ville du Plessis-Trévise a donné son nom à un restaurant scolaire, situé non loin de son dernier domicile.
En 2018, l'écrivain Nicolas Le Golvan lui consacre un essai, Pierre Repp, Bégayer, exister, écrire.

## Filmographie

### Cinéma
- 1933 : La Merveilleuse Tragédie de Lourdes d'Henri Fabert
- 1933 : Une femme au volant de Kurt Gerron et Pierre Billon
- 1955 : M'sieur la Caille d'André Pergament : le marquis
- 1955 : Bonjour sourire de Claude Sautet
- 1956 : Nuit blanche et rouge à lèvres de Robert Vernay : le secrétaire du Prince Yucca
- 1956 : Club de femmes de Ralph Habib : l'huissier
- 1957 : Printemps à Paris de Jean-Claude Roy
- 1957 : Le colonel est de la revue de Maurice Labro
- 1959 : Les Quatre Cents Coups de François Truffaut : le professeur d'anglais
- 1959 : Brigade des mœurs de Maurice Boutel
- 1960 : Le Bouclier (court métrage sur la sécurité) de Georges Rouquier
- 1960 : Crésus de Jean Giono : l'employé de banque
- 1960 : Les Jeux de l'amour de Philippe de Broca : l'automobiliste
- 1960 : Candide ou l'Optimisme du XXe siècle de Norbert Carbonnaux : le pasteur
- 1961 : L'Amant de cinq jours de Philippe de Broca : Pépère
- 1961 : Le Tracassin ou Les Plaisirs de la ville d'Alex Joffé : l'amateur de fraises
- 1962 : Césarin joue les étroits mousquetaires d'Émile Couzinet : Césarin
- 1962 : Cartouche de Philippe de Broca : le marquis de Griffe
- 1962 : Les Petits Matins (Mademoiselle Stop) de Jacqueline Audry : le satyre / l'homme à la Dauphine
- 1962 : Un clair de lune à Maubeuge de Jean Chérasse
- 1963 : Un roi sans divertissement de François Leterrier : Ravanel
- 1963 : La Bande à Bobo de Tony Saytor : Spiguy
- 1964 : Fifi la plume d'Albert Lamorisse
- 1965 : Humour noir (Umorismo in nero), film à sketches, épisode La Bestiole de Claude Autant-Lara
- 1965 : L'Or du duc de Jacques Baratier et Bernard Toublanc-Michel : le vendeur de tissus
- 1968 : Le Tatoué de Denys de La Patellière : le paysan avec une vache
- 1968 : Sous le signe de Monte-Cristo d'André Hunebelle : Jauffrey
- 1970 : Peau d'Âne de Jacques Demy : Thibaud
- 1971 : L'Explosion de Marc Simenon : Dubois
- 1971 : La Grande Mafia de Philippe Clair : le Premier Ministre
- 1973 : Je sais rien, mais je dirai tout de Pierre Richard : Vernier, secrétaire du directeur de l'usine
- 1976 : Cours après moi que je t'attrape de Robert Pouret : le chauffeur de taxi
- 1979 : Charles et Lucie de Nelly Kaplan : le conducteur d'autobus
- 1979 : Le Gendarme et les Extra-terrestres de Jean Girault : le garagiste
- 1979 : Les Givrés d'Alain Jaspard : l'employé du téléski
- 1982 : Le Gendarme et les Gendarmettes de Jean Girault : le plaignant bégayeur
- 1983 : Prends ton passe-montagne, on va à la plage de Eddy Matalon
- 1985 : Le téléphone sonne toujours deux fois de Jean-Pierre Vergne : un témoin

### Télévision
- 1959 :Le Misanthrope d'après Molière, diffusion le 28 septembre 1959 sur la chaîne 1, réalisé par Jean Kerchbron
- 1961 : Le Trésor des 13 maisons (it)
- 1963 : Un coup dans l'aile : le chauffeur de taxi (série télévisée)
- 1965 : Bob Morane de Robert Vernay
- 1968 : Les Dossiers de l'Agence O, série télévisée créée par Marc Simenon : Le garçon de café dans l'épisode 13 Le Chantage de l’Agence O (première diffusion, le 3 juin 1968), réalisé par Jean Salvy.
- 1969 : Agence Intérim (épisode Cow-boy), série télévisée de Marcel Moussy et Pierre Neurisse : Duffaut
- 1969 : D'Artagnan de Claude Barma  (époque 1/4 : Les Ferrets)
- 1969 : SOS Fréquence 17 de Christian-Jaque, épisode Les Menottes
- 1970 : Les Caprices de Marianne d'Alfred de Musset, réalisation Georges Vitaly
- 1972 : Schulmeister, l'espion de l'empereur de Jean-Pierre Decourt : le concierge (série télévisée - épisode La conspiration Malet)
- 1972 : épisode L'évasion du duc de Beaufort de la série Les Évasions célèbres : l'astrologue
- 1973 : Molière pour rire et pour pleurer de Marcel Camus : Pinel
- 1978 : Voltaire, ce diable d'homme de Marcel Camus  (épisode 6/6 : Mourir à Paris) : un marchand

## Théâtre
- 1953 : À propos des 3 Baudets, Bonne année, Un fin diseur, Théâtre des Trois Baudets
- 1962 : Au petit bonheur de Marc-Gilbert Sauvajon, mise en scène Jean-Michel Rouzière, Théâtre des Nouveautés
- 1966 : Ta femme nous trompe d'Alexandre Breffort, mise en scène Michel Vocoret, Théâtre des Capucines
- 1967 : Le Nouveau Testament de Sacha Guitry, mise en scène André Valtier et Fernand Gravey, Théâtre des Variétés
- 1967 : L'erreur est juste de Jean Paxet, mise en scène Christian-Gérard, Théâtre des Arts

## Discographie
- 45T/EP : À propos des 3 Baudets, Bonne année, Un fin diseur. 56 / Philips 432038 (première édition : 1954)
- 45T/EP : La Machine à laver, La feuille d'impôts. 61 / Philips 432 562 BE
- 45T/EP : Les Crêpes, L'Automobile / Philips 432708
- 45T/EP : La Conférence, Le Marin. / Francia
- 33T/25 cm : La Machine à laver, La Feuille d’impôts, Pot-pourri fabuleux, Les Crêpes, L'Automobile, Les Galons. / Philips 76.517
- 33T/LP : Bonne Année, Les Crêpes, La Feuille d'impôts, L'Automobile, Un Fin diseur, La Machine à laver, Pot-pourri fabuleux, Les Galons. / Philips 6332248
- 33T/LP : Optimiste… moi ? Conférence sur la timidité, Le Bœuf mironton, L'homme-auto, Un jour viendras-tu ?, Aimez-vous le slou ?, Le Cinéma, Choisir son chien, Le motif 445, Optimiste. / Déesse DDLX 65.